# Постворта
Поство́рта (лат. Postvorta) — в римской мифологии камена, одна из двух спутниц (по другой версии — сестёр) и помощниц богини-родовспомогательницы Карменты. Считалось, что Постворта способна видеть все события прошлого.

## Мифология
Постворта (или Постверта (Postverta)) была римской богиней прошлого. Она и её сестра Антеворта, также известная как Поррима (Porrima) или Прорса (Prorsa),  руководили прошлыми и будущими событиями. Считалось, что они способны повлиять на Провидение и сделать так, чтобы будущее было благоприятным. По словам Овидия, сестёр звали Постверта и Поррима, однако Гай Юлий Гигин называет их Постворта и Антеворта: эти имена точнее указывают на их качества, близкие к тем, что характеризуют Па́рок — божеств, имевших власть над судьбой людей. Что касается Постворты, то, как указано в латинском префиксе Post, имя это выражает способность видеть в жизни человека все события прошлого и на основании этого определять будущее.
Постворта и Антеворта имели два алтаря в Риме и были призваны помогать беременным женщинам, защищать их от опасностей во время ро́дов. Эти богини описывались как спутницы (или сёстры) и помощницы Карменты, богини, отвечавшей за благополучный исход женских ро́дов. Считалось, что, если Антеворта способна влиять на беременную, если ребёнок находится в естественном положении, то Постворта помогает женщине, если будущий новорожденный расположен тазом вперёд. Постворта успокаивала боли во время ро́дов, в то время как Антеворта восстанавливала здоровье до рождения ребёнка. Во время родов произносились молитвы, призывавшие Карменту руководить процессом. Согласно поверью, Постворта присутствовала при родах, если ребёнок выходил тазом вперёд, в то время как её сестра Антеворта — когда ребёнок находился в естественном положении.
Иногда Постворту и Антеворту называли Карментами — по имени богини Карменты, у которой они служили. Возможно, изначально они были связаны с Карментой воедино, являясь двумя сторонами её личности, благодаря чему Кармента знала о прошлом и будущем, или же, объединившись, сами олицетворяли её с двух сторон, наподобие двуликого Януса.